# Andrij Chomyn (ur. 1982)
Andrij Mychajłowycz Chomyn, ukr. Андрій Михайлович Хомин (ur. 2 stycznia 1982 w Kijowie) – ukraiński piłkarz, grający na pozycji obrońcy, a wcześniej pomocnika.

## Kariera piłkarska

### Kariera klubowa
Wychowanek Dynama Kijów, barwy którego bronił w juniorskich mistrzostwach Ukrainy (DJuFL). Karierę piłkarską rozpoczął 6 czerwca 1999 w składzie Dynamo-3 Kijów. W 2006 przeszedł do Rosi Biała Cerkiew. W 2003 został piłkarzem Borysfena Boryspol. Latem 2005 przeniósł się do Metalista Charków, w podstawowej jedenastce którego 5 listopada 2005 rozegrał pierwszy mecz w Wyższej lidze. Latem 2007 został zaproszony do Arsenału Kijów. Po rozformowaniu Arsenału, w marcu 2014 został piłkarzem Howerły Użhorod. Po zakończeniu sezonu 2014/15 opuścił zakarpacki klub.